# Per Hagman
Pour les articles homonymes, voir Hagman.
Per Hagman est un écrivain suédois, né le 12 octobre 1968 à Frösön (Suède).

## Biographie
Per Hagman a grandi comme seul enfant de sa famille, principalement dans diverses petites villes suédoises telles que Östersund, Askersund, Skövde et Nässjö. Il a également passé du temps en Afrique, notamment dans la capitale de l'ancien Empire d'Afrique centrale, Bangui, sous le régime de l'empereur Bokassa. Depuis les années 2000, il vit principalement à Stockholm, à Nice et à Marstrand.
Il a participé au speakeasy Tritnaha (sv) (également connu sous le nom de 69:an et Frihetsfronten) avec notamment Mats Hinze (sv), Christian Gergils (sv) et Johan Norberg, et a fait de la musique avec Johan Skugge (sv) et Andreas Tilliander (sv) dans le groupe disco-électro The Sabrina.

## Œuvre
Dans ses romans et sa poésie, Hagman dépeint souvent l'exclusion contemporaine, l'amour malheureux, les rêves des jeunes ou des gens simples d'une vie différente - parfois plus glamour - et les rencontres entre des existences perdues dans la vie nocturne de divers endroits en Suède et à l'étranger. La plupart des pubs présentés sont ceux dans lesquels il a lui-même travaillé, car il a toujours gagné sa vie dans le secteur de la restauration, tout en travaillant comme écrivain et DJ indépendant. Ses histoires se caractérisent par leur réalisme, même si elles comportent parfois des éléments lyriques et sentimentaux soudains.
À l'automne 2019 est paru Naken som en psalm (« Nu comme un hymne »), un collage de dessins, de photos et de textes issus des trente années d'écriture de Hagman. Dans la foulée, le disque vinyle Mellan hjärta och disco EP (« Entre cœur et EP de disco ») a également été publié. Avec Fredrik Strage (sv), trois spectacles à guichets fermés ont été organisés au Théâtre Södra de Stockholm, chaque soirée étant consacrée à une des trois décennies de la carrière de Hagman.
En avril 2020 est sortie l'adaptation cinématographique du livre de Hagman Pool. Le film, réalisé par Anders Lennberg, dépeint des personnes belles et brisées dans un cadre glamour. Comme le livre, le film se déroule principalement sur la Côte d'Azur.

### Romans
- Cigarett (sv) (1991)
- Pool (sv) (1993)
- Volt (1994)
- Quand les vierges s'embrassent (sv) (1997)
- Le retour au pays devrait être un succès (sv) (2004)
- Amis pour la vie (sv) (2010)
- L'amant de tous, le favori de personne (2017)

### Recueils de nouvelles et de poèmes
- Match (1996)
- Légendes de l'ombre (2000)
- Habibi (2004)
- Nu comme un hymne (2019)